# 布巴内什瓦尔
布巴内什瓦尔（羅馬化：Bhubanēsbara，奧里亞語發音：[ˈbʱubɔneswɔɾɔ, -ɕwɔɾ] ⓘ）是印度奥迪沙邦首府。该城有2000多年历史，切迪王朝时期就将今日布巴内什瓦尔附近的Sisupalgarh定为首都。它是奥里萨邦最大城市，以及该地区的经济及宗教中心。